# Associazione Del Calcio Di Vicenza 1926-1927

## Stagione
In questa stagione il Vicenza si piazzò al terzo posto, con ventidue punti, non facendo compiere alla squadra biancorossa il salto di categoria.

## Rosa
| N. |                   | Ruolo | Calciatore         |
| -- | ----------------- | ----- | ------------------ |
|    | Italia (bandiera) | P     | Fasolo             |
|    | Italia (bandiera) | P     | Attilio Saccomani  |
|    | Italia (bandiera) | D     | Tullio Capraro     |
|    | Italia (bandiera) | D     | Umberto Coverlizza |
|    | Italia (bandiera) | D     | Giovanni Lorenzi   |
|    | Italia (bandiera) | D     | Felice Montemezzo  |
|    | Italia (bandiera) | D     | Romussi            |
|    | Italia (bandiera) | C     | Mario Beria        |

| N. |                   | Ruolo | Calciatore        |
| -- | ----------------- | ----- | ----------------- |
|    | Italia (bandiera) | C     | Gaetano Griggio   |
|    | Italia (bandiera) | C     | Giovanni Monti    |
|    | Italia (bandiera) | C     | Mario Zamunaro    |
|    | Italia (bandiera) | A     | Ercole Bertolotti |
|    | Italia (bandiera) | A     | Renzo Fadiga      |
|    | Italia (bandiera) | A     | Livio Gemo        |
|    | Italia (bandiera) | A     | Pietro Spinato    |
|    | Italia (bandiera) | A     | Antonio Tognana   |